# Ehe- und Familiengesetzbuch der Litauischen Sozialistischen Sowjetrepublik
Das Ehe- und Familiengesetzbuch der Litauischen Sozialistischen Sowjetrepublik (lit. Lietuvos Tarybų Socialistinės Respublikos santuokos ir šeimos kodeksas) ist das von der Litauischen SSR am 16. Juli 1969 verabschiedete Familiengesetzbuch. Es war eine umfassende Familienrechtskodifikation und die Hauptrechtsquelle des sowjetlitauischen Familienrechts. Das Ehe- und Familiengesetzbuch ist in 6 Abschnitte und 25 Unterabschnitte gegliedert. Es umfasst insgesamt 217 Artikel. 

## Entwicklung
Das sowjetlitauische Ehe- und Familiengesetzbuch wurde nach dem Modellgesetzbuch des sowjetischen Familienrechts vorbereitet und vom Obersten Sowjet Litauens verabschiedet. Es trat in Kraft am 1. Januar 1970 und galt neben dem rezipierten sowjetlitauischen Zivilgesetzbuch noch mehrere Jahre auch nach der Unabhängigkeit Litauens, da das sowjetlitauische Recht rezipiert wurde. Das Sowjetlitauische Ehe- und Familiengesetzbuch wurde vom neuen litauischen Zivilgesetzbuch von 2000 abgelöst und trat am 1. Juli 2001 außer Kraft.